# Шпикуловский район
Шпикуловский район был образован в 1935 году в составе Воронежской области с центром в селе Шпикулово.
В 1939 году Шпикуловский район, а также Волчковский, Жердевский, Каменский, Мордовский, Мучкапский, Полетаевский, Ржаксинский, Токаревский, Туголуковский, Уваровский, Шапкинский, Шехманский и Шульгинский районы отошли к Тамбовской области.
Указом Президиума Верховного Совета РСФСР от 30 октября 1959 года в Тамбовской области был упразднен ряд районов, в том числе Шпикуловский район. Часть территории упразднённого Шпикуловского района вошла в состав Жердевского, а часть в состав Мучкапского районов Тамбовской области.
В Шпикуловском районе издавалась районная газета. В первые годы под названием «Большевик», далее «Колхозный путь». С закрытием района, она прекратила существование.
Известные люди Шпикуловского района:
- Долгушин Иван Семёнович — заслуженный врач РСФСР, хирург. В Шпикуловском районе с 1950 по 1961 годы проработал главным врачом, хирургом, урологом, акушером-гинекологом и рентгенологом. Автор книг: «Здравоохранение Шпикуловского района Тамбовской области 1951—1959 годы» и др., где Иван Семенович рассказывает, как развивалось здравоохранение в Шпикуловском районе в годы его работы главным врачом, и «Время, которое прошло» — мемуары, исповедь человека, влюбленного в Россию, в жизнь, в профессию[3].
- Долгушин Борис Иванович — заместитель директора ФГБУ РОНЦ им Н. Н. Блохина МЗ РФ, директор НИИ Клинической и Экспериментальной Радиологии ФГБУ РОНЦ им Н. Н. Блохина МЗ РФ, д.м.н., профессор, член корреспондент РАН. Родился в 1952 году в Шпикуловском районном центре.
- Постников Василий Сергеевич — контр-адмирал, член Военного совета, начальник политотдела Приморской флотилии ТОФ. Родился 18 октября 1929 г. в деревне Чуевка, Шпикуловского района Тамбовской области.

В настоящее время на территории села Шпикулово находится администрация сельского совета, МБОУ Шпикуловская СОШ, детский сад «Колосок», отделение связи и филиал сбербанка, филиал ЦРБ, Дом культуры и библиотека.
Шпикуловская средняя общеобразовательная школа. В 1869 г. в селе Шпикулово была открыта церковно-приходская школа, которая размещалась в церковной сторожке. Крестьянских детей обучали дьячки и попы. В 1938 году было построено здание и открыта Шпикуловская средняя школа. Директором был Чистяков Иван Александрович.